# Проклятието (теленовела)
Вижте пояснителната страница за други значения на Проклятието.
„Проклятието“ (на испански: El maleficio) е мексиканска теленовела от 1983 г., създадена от Фернанда Вийели, режисирана от Раул Араиса, продуцирана от Ернесто Алонсо за Телевиса.
Ернесто Алонсо влиза в главната мъжка роля, освен че е в образа на главния герой, той е и основният злодей в историята. Тази роля го утвържадава като актьор и му носи прякора Господин Теленовела (El Señor Telenovela). Партнира му Жаклин Андере, която изпълнява главната женска роля. Участват също Норма Ерера, Мария Сорте, Кармен Монтехо и Умберто Сурита, който изпълнява другата отрицателна роля.
Проклятието е първата теленовела, която се спира на темата за магьосничеството и окултното. Има продължение в киното – игралният филм Проклятието II: Пратениците на ада (на испански: El maleficio II: Los enviados del infierno), в който участват Ернесто Алонсо, Лусия Мендес, Армандо Араиса. Авторката, Фернанда Вийели, пише роман по историята.

## Сюжет
Беатрис е уважавана вдовица, която след смъртта на съпруга си живее, посветена в отглеждането на децата си, Вики и Хуанито. С тях живее и свекърва ѝ, доня Емилия. Беатрис се запознава с влиятелния милионер Енрике Де Мартино, който я заслепява с внимание, и тя решава да се омъжи за него.
Животът на Беатрис и децата ѝ се променя, когато се местят в имението на Де Мартино, където се натъкват на непознатите му синове – извратения Хорхе, сладък, но объркан Сесар и загадъчния Раул. Беатрис открива, че съпругът ѝ може да бъде много груб, и че алкохолизмът е погубил първата му съпруга, Нора. Хуанито има паранормални способности, които са събудени от контакта с атмосферата, изпълнена със зло, на своя пастрок.
Енрике е магьосник, придобил богатството си благодарение на черните изкуства, които прилага в град Оахака. Покланя се на дяволски култ, наречен „Баел“, появяващ се чрез таблица, която Енрике ревниво пази в кабинета си. По искане на неговото братство, ръководено от италианеца Луиджи, приема за своя мисия да избере своя заместник, който трябва да бъде толкова или повече безмилостен, колкото е той самият. След многобройни тестове, очевидно Хорхе изпъква пред останалите, но в някои мисии, той не се подчинява, воден от необуздана лична амбиция, което става причина Енрике да се съмнява, че Хорхе е най-добрият избор, но няма друг подходящ човек, толкова лош.
Роберто, съпругът на Беатрис, не е мъртъв, който е трябвало да бъде убит от братството. Той се появява отново в живота на семейството си, престувайки се на свой близнак – Рикардо. Роберто е ужасен от лошото влияние, което Де Мартино оказват на семейството му. На фона на всичко това, Хорхе изнасилва Вики и тя забременява. Вики се омъжва за Хорхе, който е принуден от Енрике, против волята на Беатрис и на самия Хорхе. Като се има предвид този факт, определено Хорхе губи вероятната линия на наследяване в братството, защото в рамките на всяко зло има някои странни принципи на добро, които не бива да се нарушават. Един от тях е „никога не се отричай от своята кръв“, а Хорхе се опитва да си отрече от сина си, това е най-лошото, което може да се случи. Енрике избира Хуанито за свой наследник.
В същото време, лейтенант Лариос започва да подозира заради странните смъртни случаи, които настъпват; главните са смъртта на доня Емилия (убита от Енрике) и Армандо Рамос (брутално убит от Хорхе).

## Актьори
- Жаклин Андере – Беатрис Пералта де Де Мартино
- Ернесто Алонсо – Енрике Де Мартино
- Норма Ерера – Нора Валдес де Де Мартино
- Умберто Сурита – Хорхе Де Мартино Валдес
- Кармен Монтехо – Доня Емилия
- Серхио Хименес – Раул Де Мартино Валдес / Дамян Хуарес
- Мария Сорте – Патрисия Лара
- Ерика Буенфил – Вирхиния „Вики“ Аяла Пералта
- Емилия Каранса – Мария Рейна
- Глория Майо – Ева
- Арсенио Кампос – Алваро
- Серхио Гойри – Сесар Де Мартино Валдес
- Ребека Джонс – Рут Рейна
- Едуардо Яниес – Диего Флорес
- Алба Нидия Диас – Сара
- Алфредо Леал – Роберто / Рикардо
- Хорхе дел Кампо – Фелипе Рейна
- Алфонсо Меса – Лейтенант Лариос
- Патрисия Рейес Спиндола – Теодора
- Карлос Брачо – Педро Хименес
- Джина Романд – Алисия
- Армандо Араиса – Хуан „Хуанито“ Аяла Пералта
- Ана Патрисия Рохо – Лиляна
- Моника Мартел – Алма Бауер
- Ракел Олмедо – Юлиана Петри
- Ектор Саес – Жоао
- Нерина Ферер – Лорена Де Ла Гарса
- Барбара Ермен – Лурдес „Лулу“
- Гилермо Агилар – Мейер
- Малена Дория – Соледад
- Анхелика Чайн – Синтия
- Едуардо Линян – Алберто Пиетри
- Рой Росело
- Кармен Белен Ричардсън – Инес
- Луис Енрике Гусман Пинал – Франсиско „Пако“
- Мигел Палмер – Армандо Рамос
- Хавиер Масе – Луиджи
- Рей Паскуал – Риоха
- Ерик дел Кастилио – Карлос Рейес

## Премиера
Премиерата на Проклятието е на 7 февруари 1983 г. по Canal de las Estrellas. Последният 324. епизод е излъчен на 27 април 1984 г.

## Цензура
В края на 1983 г. в Чили по Canal 13 са излъчени няколко епизода, тъй като в сценария се говори за идеята за правене на бизнес с тази държава, затова тогавашното правителство забранява излъчването на сериала. Години по-късно теленовелата Проклятието е излъчена.

## Награди и номинации
Награди TVyNovelas (Мексико) 1984
| Категория                           | Номиниран(а)      | Резултат   |
| ----------------------------------- | ----------------- | ---------- |
| Най-добра теленовела                | Ернесто Алонсо    | Номиниран  |
| Най-добра актриса в главна роля     | Жаклин Андере     | Номинирана |
| Най-добър актьор в главна роля      | Ернесто Алонсо    | Печели     |
| Най-добър актьор в отрицателна роля | Умберто Сурита    | Печели     |
| Най-добро женско откритие           | Ерика Буенфил     | Номинирана |
| Най-добро мъжко откритие            | Серхио Гойри      | Печели     |
| Най-добро детско участие            | Армандо Араиса    | Печели     |
| Най-добро детско участие            | Ана Патрисия Рохо | Печели     |

Награди La Maravilla
| Категория                           | Номиниран(а)   | Резултат   |
| ----------------------------------- | -------------- | ---------- |
| Най-добра теленовела                | Ернесто Алонсо | Печели     |
| Най-добър актьор в отрицателна роля | Ернесто Алонсо | Печели     |
| Най-добра актриса в поддържаща роля | Норма Ерера    | Номинирана |
| Най-добър актьор в поддържаща роля  | Умберто Сурита | Печели     |

Награди ACE (Ню Йорк)
| Година | Категория                          | Номиниран(а)   | Резултат |
| ------ | ---------------------------------- | -------------- | -------- |
| 1985   | Най-добра продукция                | Ернесто Алонсо | Печели   |
| 1985   | Най-добра актриса                  | Норма Ерера    | Печели   |
| 1985   | Най-добър актьор в поддържаща роля | Умберто Сурита | Печели   |
| 1985   | Най-добър режисьор                 | Раул Араиса    | Печели   |

## Версии
- Проклятието, мексиканска теленовела от 2023 г., продуцирана от Хосе Алберто Кастро за ТелевисаУнивисион, с участието на Фернандо Колунга и Марлене Фавела.